# Niphta farecta
Niphta farecta är en tvåvingeart som beskrevs av Günther Theischinger 1986. Niphta farecta ingår i släktet Niphta och familjen mätarmyggor. Inga underarter finns listade i Catalogue of Life.